# Franz Stangl

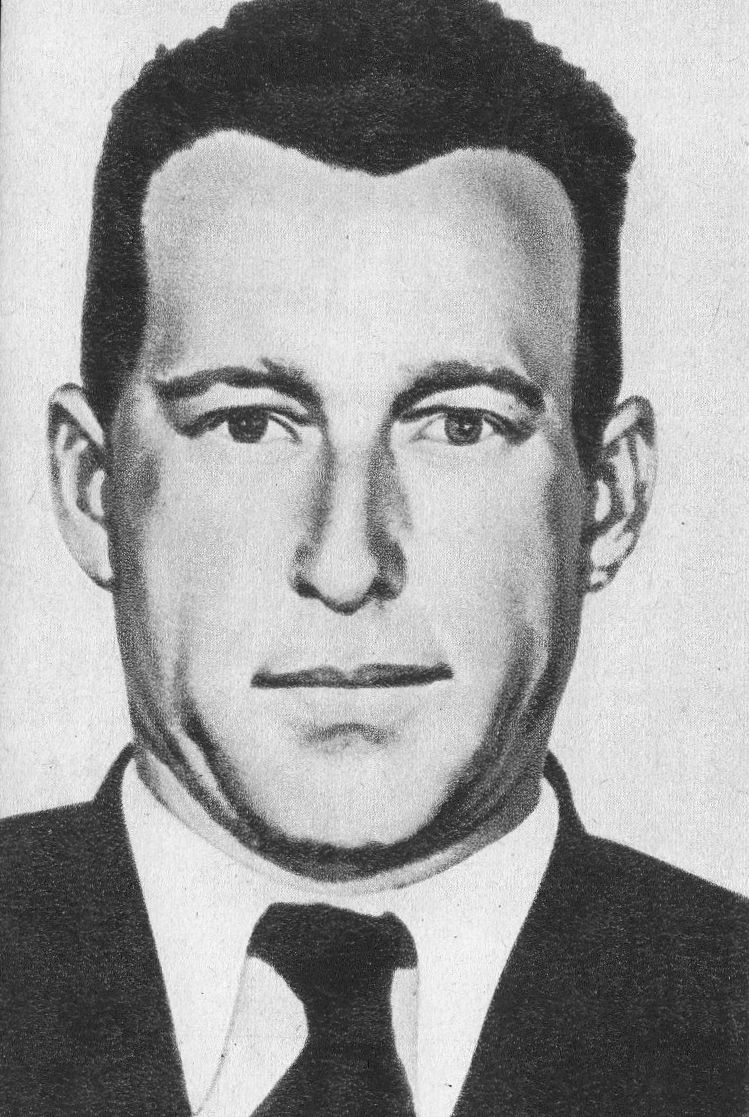
Franz Stangl

Franz Paul Stangl (* 26. März 1908 in Altmünster im Salzkammergut; † 28. Juni 1971 in Düsseldorf) war ein österreichischer Polizeibeamter und Verwaltungsleiter in den Tötungsanstalten der nationalsozialistischen Mordaktion T4 Schloss Hartheim und Bernburg sowie Lagerkommandant der Vernichtungslager Sobibor und Treblinka. Er wurde 1970 wegen gemeinschaftlichen Mordes an mindestens 400.000 jüdischen Menschen zu lebenslanger Haft verurteilt, verstarb aber bereits kurze Zeit später in der Haftanstalt.

## Kindheit und Ausbildung
Franz Stangls Vater war Nachtwächter und ehemaliger k.u.k.-Dragoner, der auch zu Hause den gewohnten Kasernenhofton nicht ablegte und ihn spüren ließ, dass er ein nicht gewünschtes Kind sei. Die militärisch geprägten Erziehungsmethoden ließen ihn den Vater als furchteinflößende Autoritätsperson erleben, der jedoch bereits 1916 an Unterernährung starb. Stangl hatte eine zehn Jahre ältere Schwester. 1917 heiratete seine Mutter einen Witwer, der zwei Kinder mit in die Ehe brachte.
Stangl ging mit 15 Jahren von der Schule ab und begann eine Lehre in einer Weberei, die er im Alter von 18 Jahren erfolgreich abschloss und der jüngste Webermeister in Österreich wurde.

## Im Polizeidienst
Im Jahr 1931 wechselte Stangl aus gesundheitlichen Gründen den Beruf und bewarb sich bei der Polizei. Seine Ausbildung absolvierte er in der Polizeikaserne von Linz. Nach einem Jahr Ausbildung wurde er bei der Verkehrspolizei eingesetzt, später in der Verbrechensbekämpfung. Die Ausbildung beendete er im Jahre 1933.
1931 lernte er seine Frau Theresa geborene Eidenböck (* 1907) kennen, die er im Oktober 1935 heiratete. Am 7. Juli 1936 wurde die erste Tochter Brigitte, am 17. Februar 1937 die zweite Tochter Renate und 1944 die dritte Tochter Isolde geboren.
Als er ein Waffenversteck der in Österreich illegalen NSDAP auffand, wurde er zur Kriminalpolizei befördert. Nach dem gescheiterten Februaraufstand 1934 der Sozialdemokraten in Wien erhielt Stangl eine silberne Verdienstmedaille. Im Juli 1935 wechselte er als Kriminalbeamter zur staatspolizeilichen Abteilung des Bundespolizeikommissariats Wels und wurde im Herbst 1935 zur politischen Abteilung der dortigen Kriminalpolizei versetzt.
Seine Abteilung wurde am 13. März 1938, als der „Anschluss Österreichs“ an das Deutsche Reich proklamiert wurde, der Geheimen Staatspolizei Linz eingegliedert. Stangl trat der SS (SS-Nr. 296.569) März 1938 bei, am 27. Mai 1938 beantragte er die Aufnahme in die NSDAP und wurde rückwirkend zum 1. Mai aufgenommen (Mitgliedsnummer 6.370.447). Bei der SS-Standarte Linz wurde er SS-Oberscharführer. Im Januar 1939 wurde die politische Abteilung durch die Gestapo übernommen und nach Linz verlegt. Stangl wurde zum Kriminaloberassistenten ernannt und vorübergehend im Eichmannreferat („Judenreferat“ der Gestapo) beschäftigt. Als solcher verhaftete er Juden im Sudetengau. Der Aufforderung seiner Vorgesetzten, aus der katholischen Kirche auszutreten, entsprach Stangl noch im gleichen Jahr.
Stangl, der 1934 noch offiziell gegen die Nationalsozialisten vorgegangen war, erhielt den für altgediente NSDAP-Kämpfern vorgesehenen Julleuchter und durfte auf der Uniform den Ehrenwinkel der Alten Kämpfer tragen.

## Bei der „Aktion T4“
1940 erfolgte seine Beförderung sowie eine Versetzung zur „Gemeinnützigen Gesellschaft für Anstaltspflege“ in der Tiergartenstraße 4. Instruktionen hierfür erhielt Stangl von einem Kriminalrat Werner bei der Reichskriminalpolizei in Berlin, Werderscher Markt 5. Danach hatte er sich in Berlin bei Oberdienstleiter Viktor Brack, dem Leiter des Hauptamtes II der Kanzlei des Führers, zu melden. Daraufhin erhielt er einen Dienstposten als Verwaltungs- und Büroleiter der Tötungsanstalt Hartheim im Rang eines Leutnants der uniformierten Polizei. In der Tötungsanstalt Hartheim, wo geistig und körperlich Behinderte im Rahmen der NS-Krankenmorde vergast wurden, unterschrieb Stangl unter dem Tarnnamen „Staudt“. Franz Reichleitner, ein Polizeikamerad Stangls von der Linzer Kriminalpolizei, der ihn an die Vergasungsanstalt Hartheim vermittelt hat, war sein Stellvertreter.
Während der Vergasungsarzt Georg Renno an Sonntagen im Innenhof von Schloss Hartheim Flötenkonzerte hielt, spielte Stangl Zither.
Im Oktober 1941 wurde er zur Tötungsanstalt Bernburg versetzt. Diese war unter ärztlicher Leitung Irmfried Eberls an der „Aktion 14f13“ beteiligt. Im Februar 1942 kehrte Stangl nach Hartheim zurück, um sich erneut bei T4 in Berlin zu melden. Dort erhielt er den Befehl, sich beim Beauftragten für die „Aktion Reinhardt“, Odilo Globocnik, im polnischen Lublin zu melden.

## Bei der „Aktion Reinhardt“
Als Beteiligter der „Aktion Reinhardt“ erhielt Lagerkommandant Stangl im März 1942 von Globocnik den Auftrag zur Errichtung und Vollendung des Vernichtungslagers Sobibor. Bis zu Stangls Versetzung ins Vernichtungslager Treblinka wurden in Sobibor etwa 100.000 Juden getötet. Stangls Nachfolger in Sobibor war Franz Reichleitner, der ihn bereits in Hartheim vertreten hatte.
Stangl löste im September 1942 in Treblinka den ebenfalls österreichischen Kommandanten Irmfried Eberl ab, da dieser von den eintreffenden großen Judentransporten „überfordert“ war. Das KZ Treblinka war zu diesem Zeitpunkt das größte NS-Vernichtungslager in Polen. Stangl erwies sich im Gegensatz zu seinem dortigen Vorgänger als perfekter Organisator des Massenmordes. Ein wichtiger Mitarbeiter von Stangl war Kurt Franz.
Die Funktion Stangls in Treblinka ist im Urteil des Landgerichts Düsseldorf vom 22. Dezember 1970 einsehbar.

## Operationszone Adriatisches Küstenland
Am 2. August 1943 kam es zum Aufstand im Vernichtungslager Treblinka. Am 21. August 1943 wurde die Vernichtungsanstalt geschlossen. Bald darauf wurde Stangl, 1943 zum SS-Hauptsturmführer befördert, und der Großteil des Personals der „Aktion Reinhardt“ in den adriatischen Küstenraum (Operationszone Adriatisches Küstenland) zur Partisanenbekämpfung und Deportation der oberitalienischen Juden versetzt. Unter Christian Wirth, dem Inspektor des „Sonderabteilung Einsatz R“, leitete er die „Einheit R III“ in Udine, und war bei der Deportation der Juden aus Venedig tätig. Nach dem Tode Wirths im Mai 1944 leitete er die „Einheit R II“ in Fiume. Außerdem war er im Zuge des „Einsatzes Pöll“ als Versorgungsoffizier an einem Bauprojekt der SS in der Po-Ebene mit hunderttausenden italienischen Zwangsarbeitern beteiligt. Im Zuge des nahenden Kriegsendes zogen sich Ende April 1945 die Einheiten des „Einsatz R“ aus Norditalien nach Deutschland zurück.

## Gefangenschaft und Flucht nach Syrien
Nach dem Kriegsende 1945 wurde Stangl vom US-Militär in Attersee verhaftet und als SS-Mitglied im Lager Glasenbach interniert, wobei zu diesem Zeitpunkt von seiner Rolle in den Vernichtungsstätten noch nichts bekannt war. Er wurde auch zeitweilig vom amerikanischen Militärnachrichtendienst CIC in einem Gefangenenlager in Bad Ischl verhört, man erlangte jedoch nur Kenntnis von seiner Tätigkeit bei der Partisanenbekämpfung in Italien. Nach zweieinhalbjähriger Internierung wurde Stangl 1947 an die österreichische Justiz übergeben, wo er in Linz aufgrund seiner Beteiligung an der „Aktion T4“ in Untersuchungshaft kam und am 21. Juli erstmals vernommen wurde. Bei dieser Vernehmung verschwieg er seine Tätigkeit in Treblinka. Es wurde Anklage gegen ihn erhoben. 1948 begann in Linz der sogenannte Hartheim-Prozess. Als Stangl von seiner Frau erfuhr, dass ein ehemaliger Fahrer des Hartheim-Personals zu vier Jahren Gefängnis verurteilt worden war, floh er am 30. Mai 1948 auf Drängen seiner Frau mit Gustav Wagner aus dem mehr oder weniger offenen Untersuchungsgefängnis, von dem aus Stangl auch bei Außenarbeiten eingesetzt war. Wagner war bereits seit seiner Zeit in Hartheim und in Sobibor ein enger Mitarbeiter und persönlicher Freund Stangls gewesen. Bei seiner Flucht nutzte er eine der Rattenlinien über Graz, Meran und Florenz nach Rom zu Fuß. Der österreichische Bischof Alois Hudal besorgte ihm einen Pass des Roten Kreuzes und ein Visum. Stangl gelang es, nach Syrien zu entkommen. Das Verfahren der österreichischen Strafverfolgung wurde wegen unbekannten Aufenthaltes eingestellt. In Damaskus fand er Beschäftigung, zunächst als Weber in einer von Hudal vermittelten Firma, ab Dezember 1949 als Maschinentechniker bei der Imperial Knitting Company. Im Mai 1949 ließ er seine Familie nachkommen.

## Emigration nach Brasilien
Im Jahr 1951 emigrierten die Stangls nach São Paulo in Brasilien, wo er in der Textilfirma Sutema zunächst wiederum als Weber und später als Ingenieur arbeitete. Bereits zwei Monate nach ihrer Ankunft in Brasilien bauten sich die Stangls ein kleines Haus in São Bernardo do Campo. Seine Frau fand Arbeit in der Buchhaltung bei Mercedes-Benz. Ein Arbeitskollege konnte ihrem Mann im Oktober 1959 eine Stelle bei Volkswagen do Brasil vermitteln. 1965 bezogen die Stangls ein neues, größeres Haus im Stadtteil Brooklin von São Paulo und lebten dort, angemeldet beim österreichischen Konsulat, unter ihrem richtigen Namen.

## Festnahme und Verurteilung
Obwohl man wusste, dass er für den Tod von nahezu einer Million Menschen mitverantwortlich war, erschien Stangls Name erst 1961  auf der Fahndungsliste der österreichischen Kriminalpolizei. Auf Betreiben von Simon Wiesenthal verhafteten die brasilianischen Behörden Stangl am 28. Februar 1967. Am 23. Juni 1967 erfolgte die Auslieferung an die Bundesrepublik Deutschland. Der Prozess gegen ihn begann am 13. Mai 1970. Das Landgericht Düsseldorf verurteilte ihn am 22. Dezember 1970 in einem der Treblinka-Prozesse wegen gemeinschaftlichen Mordes an mindestens 400.000 Menschen zu lebenslanger Haft.
Stangl legte gegen das Urteil Revision ein, starb jedoch, bevor es zu einer Revisionsverhandlung kam, am 28. Juni 1971 in der Haftanstalt an Herzversagen.

## Deutungen
Franz Stangl wurde von manchen als beispielhaft für einen autoritätsgläubigen und in jeder Situation gehorsamen Polizeibeamten angesehen: Er habe aufgrund seiner Entwicklung in einem autoritären Elternhaus und einer Erziehung und Ausbildung zu absolutem Gehorsam schließlich die schrecklichsten Befehle ausgeführt. Sein Gewissen beruhigte er möglicherweise mit der ihm an der Polizeischule beigebrachten Verbrechensdefinition:

„In der Polizeischule hatten sie uns beigebracht – ich erinnere mich genau, es war Rittmeister Leiner, der das immer sagte –, daß ein Verbrechen vier Grundvoraussetzungen erfüllen muß: die Veranlassung, den Gegenstand, die Tathandlung und den freien Willen. Wenn eines von diesen vier Prinzipien fehlte, dann handelte es sich nicht um eine strafbare Handlung. Sehen Sie, wenn die Veranlassung die Nazi-Regierung war, der Gegenstand die Juden und die Tathandlung die Vernichtungen, dann konnte ich mir sagen, dass für mich persönlich das vierte Element, der freie Wille, fehlte.“